# Ana Golja
Ana Golja (właśc. Muazana Golja, ur. 31 stycznia 1996 w Mississauga) – kanadyjska aktorka, która wystąpiła m.in. w serialu Degrassi: Nowe pokolenie i powiązanych z nim produkcjach.

## Filmografia

### Filmy
| Rok  | Tytuł              | Rola          | Uwagi           |
| ---- | ------------------ | ------------- | --------------- |
| 2014 | En Vogue Christmas | Amber         |                 |
| 2015 | Full Out           | Ariana Berlin |                 |
| 2015 | Dumb Luck          | Taylor        | krótkometr.     |
| 2017 | Love On Ice        | Nikki Lee     |                 |
| 2018 | Crazy For The Boys | London        |                 |
| 2019 | The Cuban          | Mina          | też producentka |
| 2019 | The Fanatic        | Leah          |                 |
| 2019 | Drama Drama        | London        |                 |

### Telewizja
| Rok       | Tytuł                               | Rola                    | Uwagi                   |
| --------- | ----------------------------------- | ----------------------- | ----------------------- |
| 2005      | Poszukiwani                         | Lucy                    | 1 odc.                  |
| 2008      | Punkt krytyczny                     | mała Penny              | 1 odc.                  |
| 2009      | Franny's Feet                       | Panda                   | 1 odc.                  |
| 2010      | What's Up Warthogs!                 | Laney Nielsen           | 40 odc.                 |
| 2010      | The Dating Guy                      | Little Girl Contestants | głos, 1 odc.            |
| 2010      | Vacation with Derek                 | Isabella                | film TV                 |
| 2010-2011 | Connor Heath: Szpieg stażysta       | Lily Bogdakovitch       | 21 odc.                 |
| 2011      | Przypadki nastolatki                | Dotty                   | 2 odc.                  |
| 2011      | Little Mosque on the Prairie        | Betty Sue               | 2 odc.                  |
| 2011      | Clue                                | Liz                     | miniserial, 5 odc.      |
| 2013–2015 | Degrassi: Nowe pokolenie            | Zoë Rivas               | w gł. obsadzie; 55 odc. |
| 2015      | Degrassi: Don't Look Back           | Zoë Rivas               | film TV                 |
| 2013      | Tess kontra chłopaki                | Cassandra               | 1 odc.                  |
| 2013      | Unlikely Heroes                     | Ellen                   | 8 odc.                  |
| 2016      | Conviction                          | Jazmin Peligro          | 1 odc.                  |
| 2016–2017 | Degrassi: Nowy rocznik              | Zoë Rivas               | w gł. obsadzie; 32 odc. |
| 2017      | Fare Trade                          | Janet                   | 5 odc.                  |
| 2018      | A Father's Nightmare                | Sasha                   | film TV                 |
| 2020      | I Do, or Die - A Killer Arrangement | Sonya                   | film TV                 |